# 쓰노이역
쓰노이역(일본어: 津ノ井駅)은 일본 돗토리현 돗토리시에 위치한 서일본 여객철도 인비 선의 철도역이다. 섬식 승강장 1면 2선의 구조를 갖춘 지상역이다.

## 타는 곳
| 1 · 2 | ■ 인비 선 | 하행 | 지즈 · 가미고리 · 와카사 방면 |
| 1 · 2 | ■ 인비 선 | 상행 | 돗토리 방면                   |

## 역 주변
- 돗토리 환경 대학

## 역사
- 1919년 12월 20일 : 인비케이벤 선 (당시) 돗토리 역 - 모치가세 역 간 개업시에 개설.
- 1922년 9월 2일 : 게이벤 선 제도 폐지에 의해, 인비케이벤 선이 인비 선으로 개칭되어, 이 역도 그 소속으로 함.
- 1928년 3월 15일 : 인비미나미 선 개업에 맞춰, 인비 선이 인비키타 선으로 개칭되어, 이 역도 그 소속으로 함.
- 1932년 7월 1일 : 이 역을 포함한 돗토리 역 - 쓰야마 역 간 개통에 의해, 인비키타 선이 현재의 인비 선의 일부가 되어, 이 역도 그 소속으로 함.
- 1987년 4월 1일 : 일본국유철도 분할 민영화에 의해, 서일본 여객철도가 승계.
- 1999년 10월 2일 : CTC화에 의해, 태블릿 폐색 폐지에 의해 무인화와 동시에 간이 위탁 개시.

## 인접 역
| 서일본 여객철도 인비 선 | 서일본 여객철도 인비 선 | 서일본 여객철도 인비 선      |
| ----------------------- | ----------------------- | ---------------------------- |
| 돗토리 돗토리 방면      | ■ 인비 선               | 히가시코게 히가시쓰야마 방면 |